# Jan Hettema
Anne-Jan (Jan) Hettema (Leeuwarden, 27 oktober 1933 – Boschkop, Pretoria, 29 juni 2016) was een Zuid-Afrikaans wielrenner en rallyrijder.

## Biografie
Op vijfjarige leeftijd emigreerde hij van Nederland naar Zuid-Afrika. Hettema nam deel aan de Olympische Zomerspelen 1956 in het wielrennen. Hierbij won hij geen medailles. Hierna werd hij rallyrijder. Tussen 1963 en 1976 won hij vijfmaal het Zuid-Afrikaans kampioenschap rallyrijden. 
Hettema werd vermoord tijdens een gewapende overval in zijn woning in 2016. Hij werd 82 jaar.